# Barry Del Sherman
Barry Del Sherman est un acteur américain né le 10 novembre 1962 à Fontana en Californie.

## Filmographie

### Cinéma
- 1992 : Another Girl Another Planet : Bill
- 1994 : Génération 90 de Ben Stiller : le producteur de Grant
- 1995 : Le Maître des illusions (Lord of Illusions) de Clive Barker : Butterfield
- 1996 : Independence Day de Roland Emmerich : le crieur de rue
- 1997 : Trait pour trait de Glenn Gordon Caron : le groom
- 1997 : Suicide Kings de Peter O'Fallon : le laveur de vitre
- 1998 : Les Premiers Colons de Christopher Guest : le sergent
- 1998 :  Dante's View de Steven A. Adelson : Aysa
- 1999 : Mascara : Ken
- 1999 : American Beauty de Sam Mendes : Brad
- 1999 : If... Dog... Rabbit... de Matthew Modine: un voleur
- 2000 : The Specials de Craig Mazin : Zip Boy
- 2001 : A Woman's a Helluva Thing : Johnny
- 2002 : Easter : Matthew Ransom
- 2004 : Dr Kinsey de Bill Condon : un journaliste
- 2007 : There Will Be Blood de Paul Thomas Anderson : H.B. Ailman
- 2009 : Gary's Walk : Todd
- 2012 : Sur la route de Walter Salles : le conducteur de camion
- 2013 : Night Moves de Kelly Reichardt : un corsaire
- 2013 : Yosemite : Daniel
- 2015 : Street Level
- 2015 : Wiglum : Wiglum
- 2018 : Moonlighter : Franko
- 2019 : Majnuni
- 2021 : Hello, Say : John
- 2023 : Free LSD : We
- 2024 : Life and Deaths of Max Linder : Dr Erwin Lombardiere
- 2024 : Lost Nation : Justus Sherwood
- 2024 : Cursed in Baja
- 2025 : Bread Winners : Hank

### Télévision
- 1989 : Alien Nation : le directeur (1 épisode)
- 1990-2008 : New York, police judiciaire : Bob Munsen et William Harriman Jr. (2 épisodes)
- 1998 : Cracker : Jimmy Cliff (1 épisode)
- 1998 : Une fille à scandales : le réceptionniste (1 épisode)
- 2002 : Le Protecteur (1 épisode)
- 2003 : New York, section criminelle : Brent Anderson (1 épisode)
- 2003 : Shérifs à Los Angeles : Fred Evans
- 2004 : Les Experts : Manhattan : Richard Smockton (1 épisode)
- 2014 : The Bridge : un mec du journal (1 épisode)
- 2022 : Outer Range : Frank (2 épisodes)